# Ford Popular
La Ford Popular, souvent appelé la Ford Pop, est une voiture de Ford Royaume-Uni construite en Angleterre entre 1953 et 1962. À son lancement, elle était la voiture la moins chère proposée en Grande-Bretagne.
Le nom Popular a également été utilisé par Ford pour décrire son modèle Y des années 1930. Le nom Popular a été plus tard utilisé sur les modèles de base de l'Escort et de la Fiesta.

## Ford Popular 103E

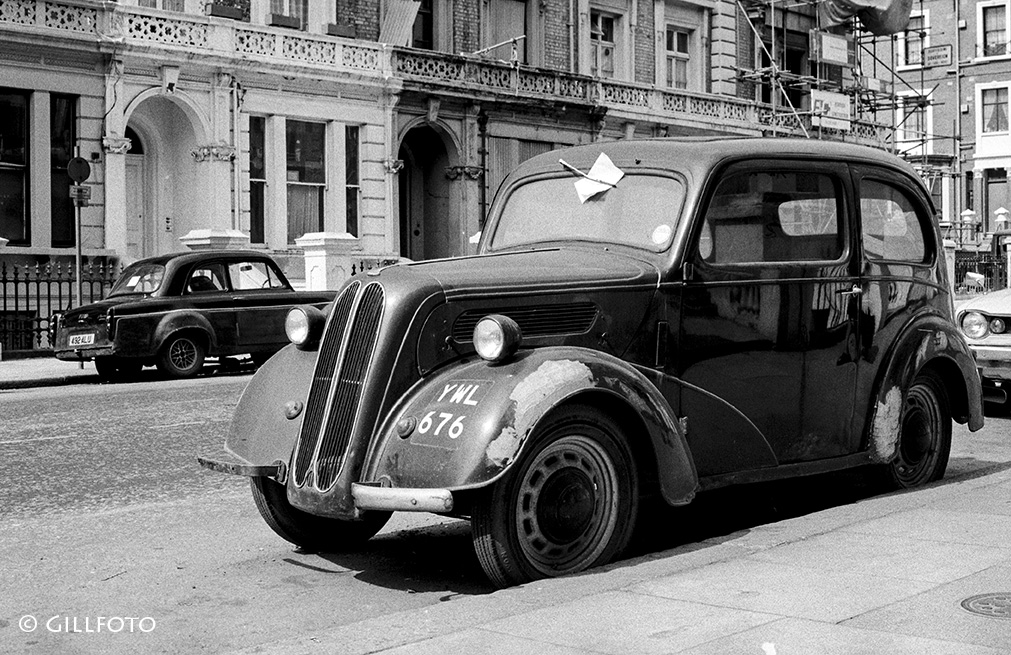
Ford Popular à Londres. Photographie d'époque, probablement seconde moitié des années 1950

Lorsque la production des anciennes Ford Anglia et Ford Prefect fut arrêtée en 1953, la Popular a été développée comme alternative budget, basée sur l'ancienne Anglia E494A d'avant-guerre. La E494A était déjà un lifting de l'Anglia E04A, qui était une version rajeunie de la 7Y, elle-même un Modèle Y recarrossé. Donc, grâce à plusieurs ajustements, mises à jour et changements de nom, une conception datant de 1932 a été produite par Ford pendant 27 ans. Elle était propulsée par un moteur Ford à soupapes latérales, quatre cylindres de 1 172 cm3 développant 30 ch (22 kW). La voiture était très rudimentaire. Elle avait un seul essuie-glace actionné par le vide, pas de chauffage, des garnitures en vinyle et très peu de chrome; même les pare-chocs étaient peints, et le tableau de bord en bakélite de l'Anglia fut remplacé par un panneau plat en acier. La Popular 103E diffère visuellement de l'Anglia E494E par des phares plus petits et une absence de garnitures sur le côté du capot. Les premières 103Es avaient le volant à trois branches de type "banjo" des Anglia/Prefect car les stocks disponibles ont été utilisés, mais la plupart ont un volant à deux branches semblables à celui de la 100E, mais en brun. Les premières Popular avaient également l'unique bloc de feux arrière monté en position centrale de l'Anglia, mais cela fut remplacé par deux feux arrière/feu stop montés sur les garde-boue et une lampe de plaque minéralogique. Au total, 155,340 Popular E103 furent produites.

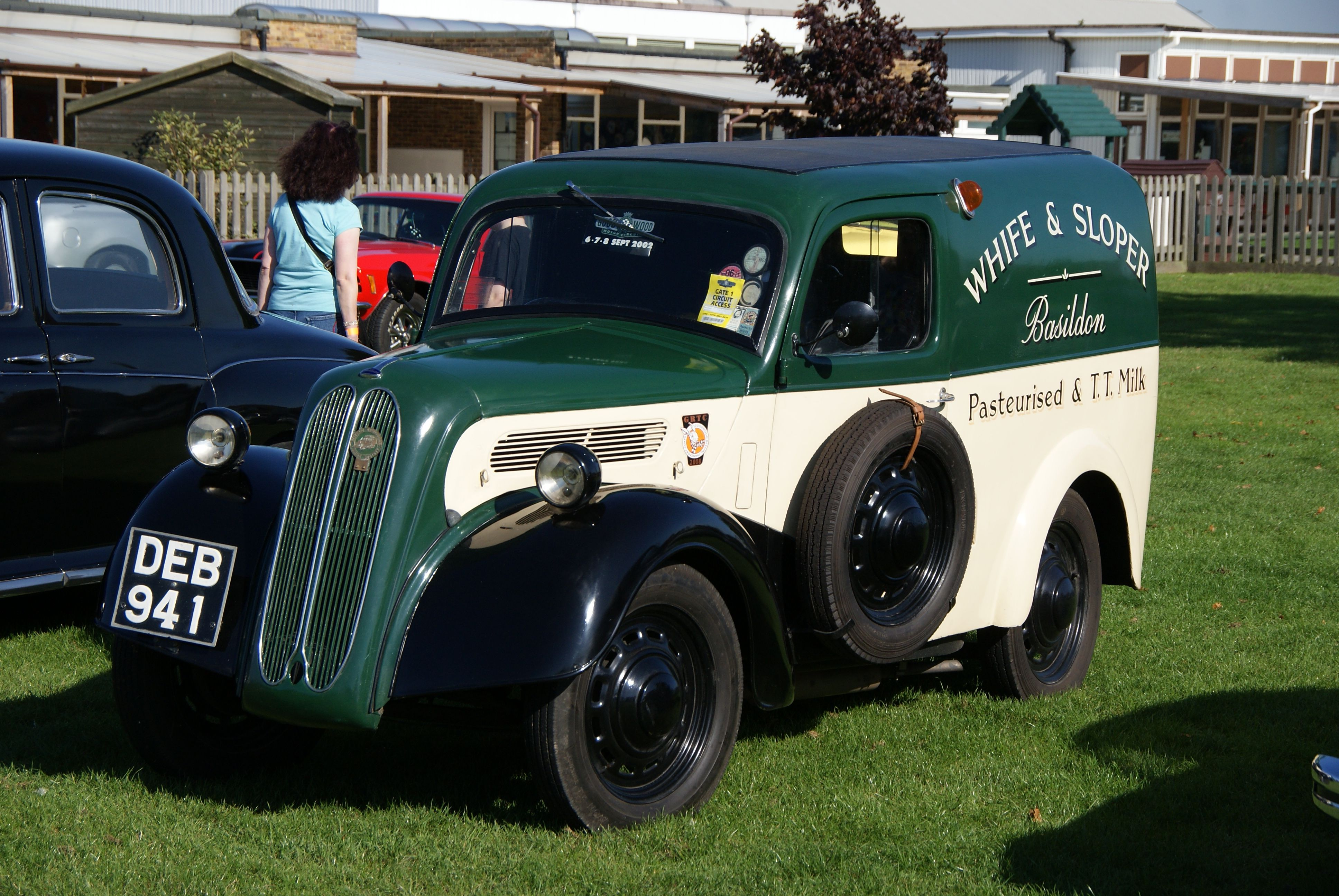
Ford Popular 103E Camionnette.

Cette voiture s'est avérée un succès parce que, bien que sur le papier elle semblait une solution de rechange à l'achat d'un bon véhicule d'occasion mieux équipé, dans la pratique il n'y avait pas de voitures d'occasion disponibles dans l'après-guerre en Grande-Bretagne en raison de l'arrêt de production de six ans causé par la Seconde Guerre mondiale. Ce problème a été aggravé par des quotas d'exportation qui ont rendu l'acquisition d'une nouvelle voiture à la fin des années 1940 et au début des années 1950 très difficile, et des clauses interdisant aux acheteurs de voitures de les vendre avant trois ans après la livraison. À moins que l'acheteur ne fut prêt à payer un supplément de 100 £ (soit un quart en plus) pour une Anglia 100E, Austin A30 ou Morris Minor, le choix était la Popular ou une voiture d'avant-guerre. L'électricité était de 6 volts, une poignée de démarrage fournie était souvent nécessaire. Freins à tambour à tige, uniquement synchronisés sur la 2e et la vitesse supérieure. Le coffre était accessible avec une clé de coach, pas de chauffage ni de désembuage, clignotants de type sémaphore, démarreur à tirette, starter manuel. Pas de pompe à eau, refroidissement du moteur par thermosiphon - c'était une conduite très basique.

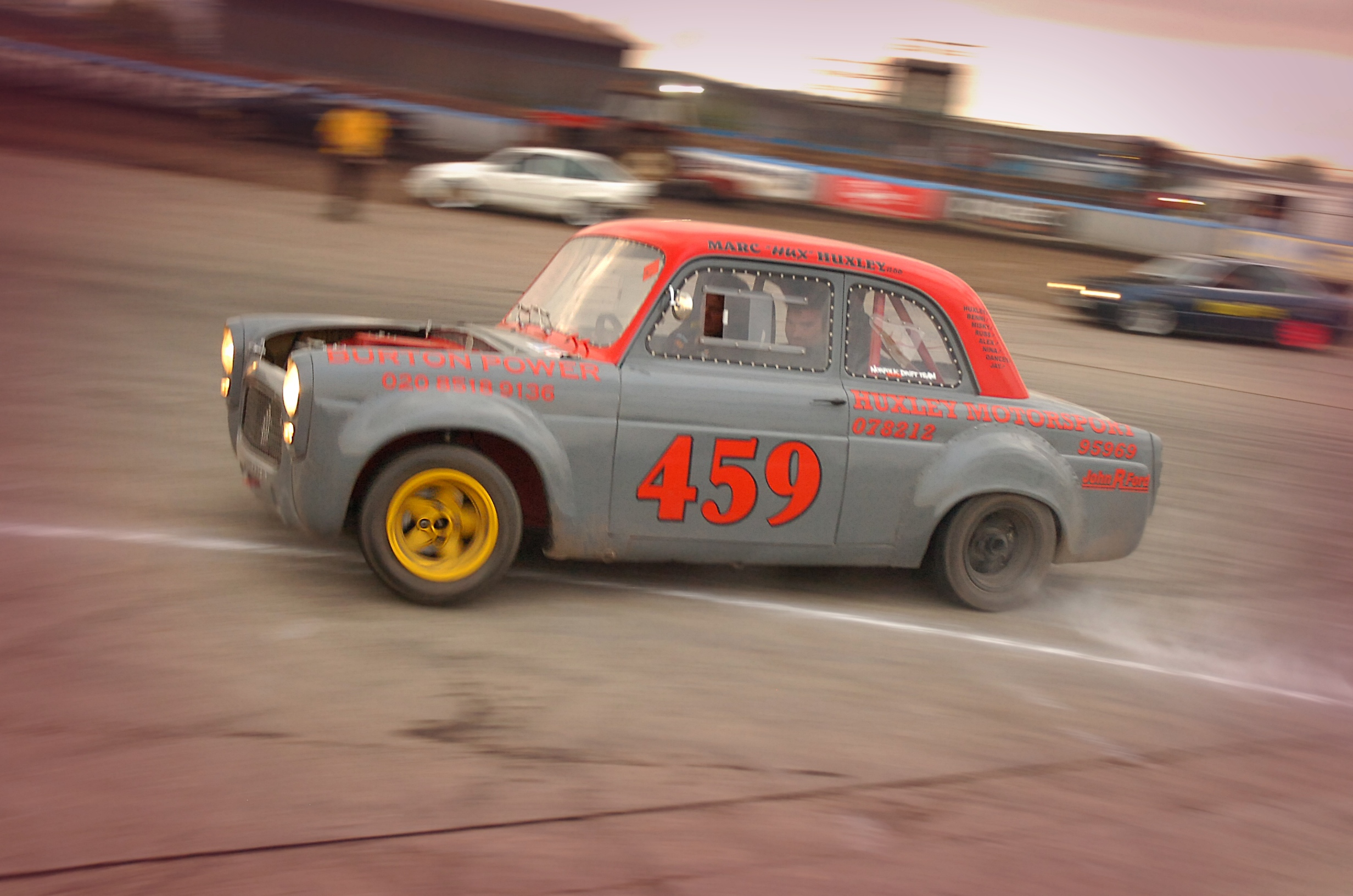
Ford Popular 100E modifiée, photographiée le 5 juillet 2014

 Ces voitures sont devenus populaires comme hot rods vers la fin des années 1950, quand les gens ont commencé les faire participer à des courses en raison de leur construction légère. Cette pratique a commencé aux États-Unis avec les Ford 1932 Modèle B/18, alors que la Ford "Pop" comme on l'appelait affectueusement devint définitivement le hot rod britannique - une réduction de la taille compensée par une grande disponibilité - un rôle qu'elle tient encore aujourd'hui dans une large mesure.
Une voiture testée par le magazine The Motor en 1954 avait une vitesse de pointe de 97 km/h et put accélérer de 0-80 km/h en 24,1 secondes. Une consommation de carburant 7,8 L/100 km a été enregistrée. La voiture de l'essai coûtait 390 £ taxes comprises.

### En Australie

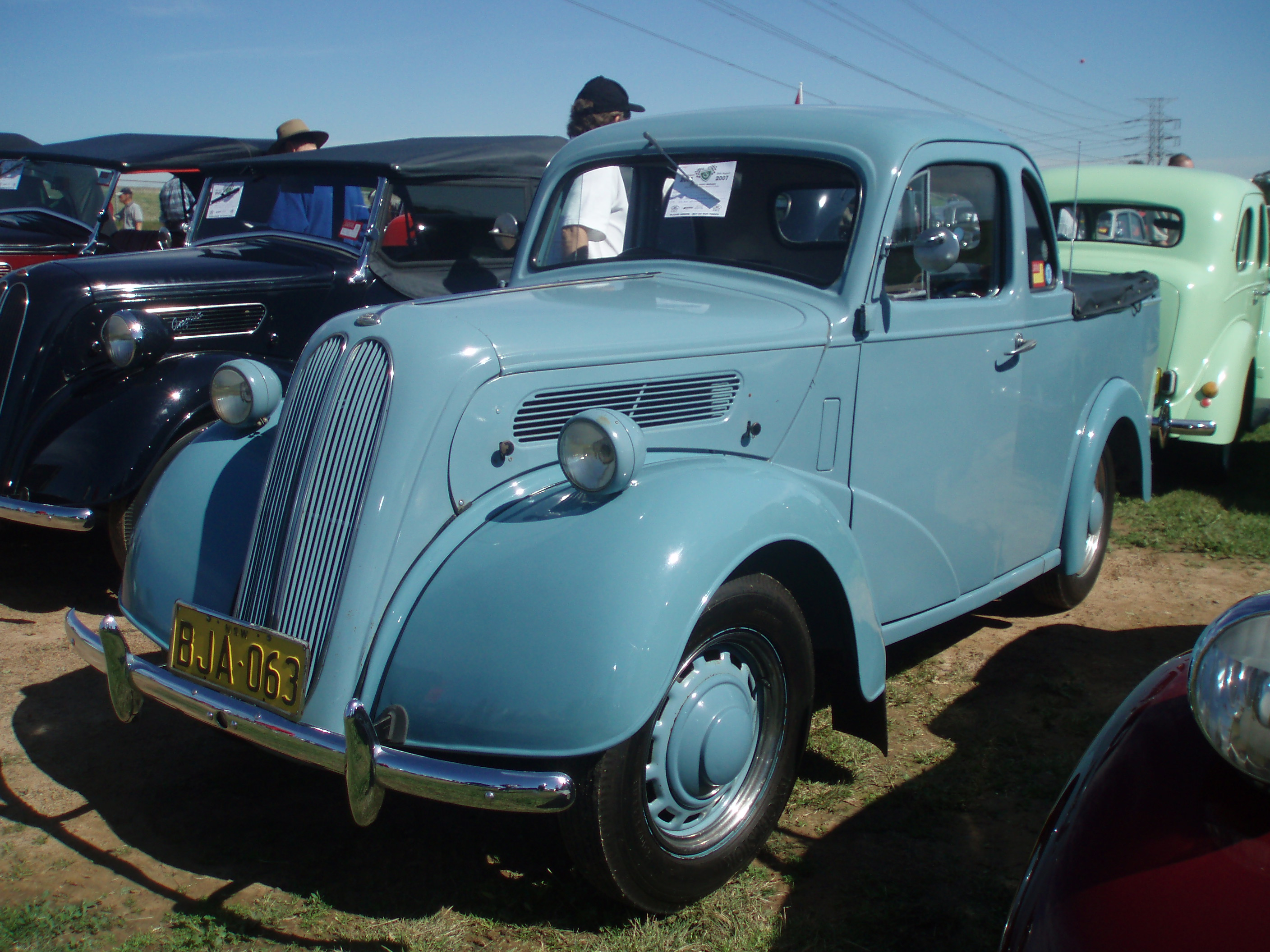
1954 Ford Popular 103E Coupé Utilitaire

Le Popular 103E fut disponible en Australie jusqu'en 1955 comme coupé utilitaire deux-portes ou châssis nu pour accepter des carrosseries sur mesure. Elle avait l'empattement de 94 pouces de la Ford Prefect avec la partie avant de la carrosserie de la 103E . L'utilitaire a été nommé 103E-67 et le châssis-nu 103E-84. L'utilitaire Popular différait de son prédécesseur l'Anglia A494A en ce qu'elle n'avait plus de marche-pieds  alors que l'Anglia en était encore pourvue.

## Ford Popular 100E
En 1959 l'ancienne Popular fut remplacée par une nouvelle version produite jusqu'en 1962. Comme la version précédente elle utilisait une coque Anglia modifiée, cette fois celle de la 100E, et était propulsée par un moteur quatre cylindres à soupapes latérales de 1 172 cm3 délivrant 36 ch. Les freins sont maintenant hydrauliques avec quatre tambours de 203 mm. La nouvelle Popular permettait de parcourir 1 600 km entre les entretiens à l'instar de son prédécesseur, mais n'avait que 13 points de graissage à l'encontre de son prédécesseur 23 (ou 28 pour les voitures d'avant-guerre). Le modèle de base fut dépouillé de nombreux accessoires de l'Anglia, mais il y avait une grande liste d'options disponibles et aussi une version De Luxe qui en comportait de nombreux en standard. 126,115 Popular 100E ont été construites.

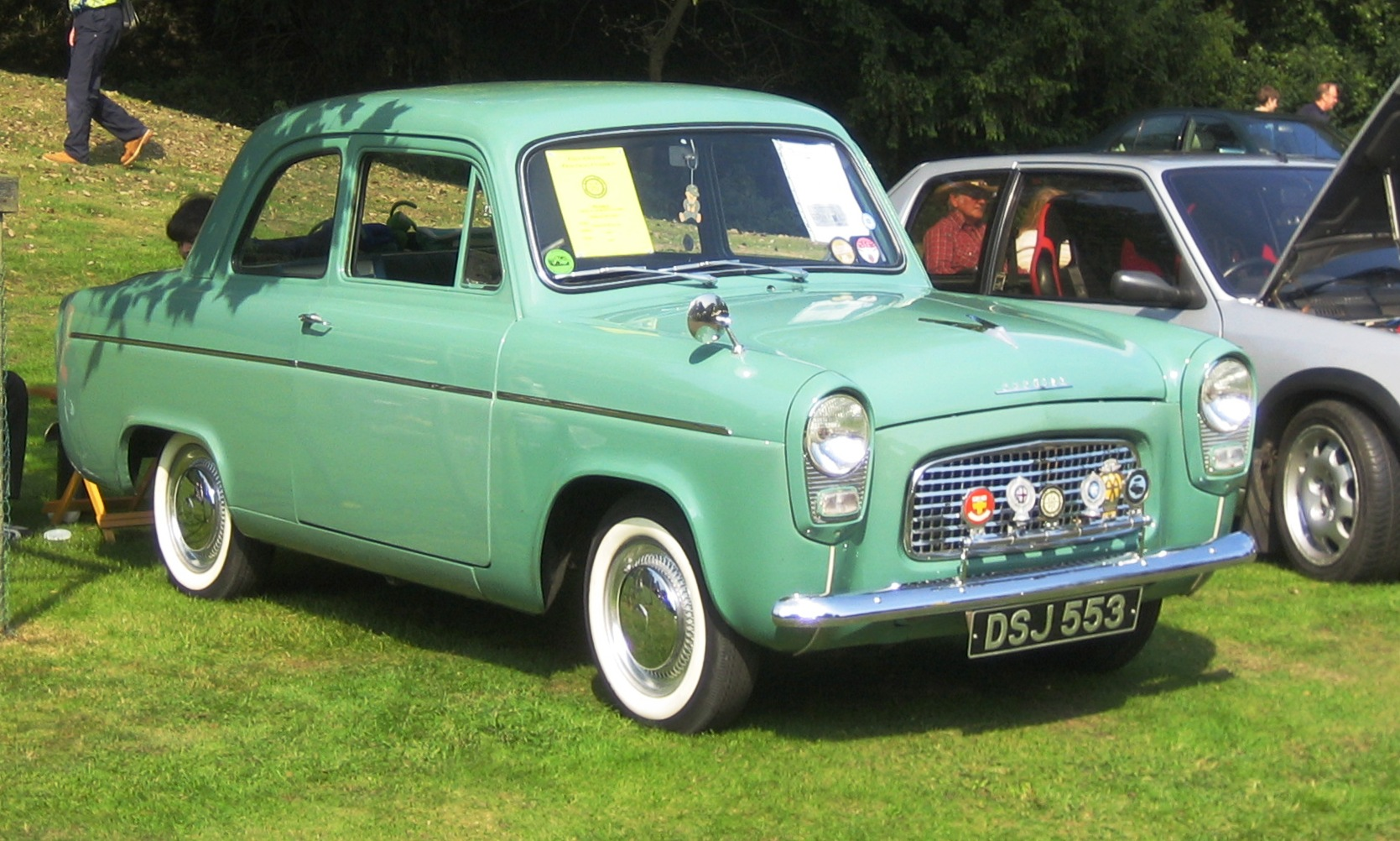
Ford Popular 1959, photo de 2008 au Château de Hedingham.

Le magazine "The Motor" a testé une 100E en 1960 et a relevé une vitesse de pointe de 112 km/h, une accélération de 0-80 km/h en 19,6 secondes et une consommation de carburant de 8,5 L/100 km. La voiture de l'essai coûtait 494 £ taxes comprises, avec en commentaire qu'elle était la berline orthodoxe la moins chère du marché Britannique.
En 1960, le prix de vente recommandée par le fabricant de 494 livres était équivalent à 26 semaines de salaire moyen au Royaume-Uni. Les 100 £ facturés en 1935 et 1,299 £ facturés pour la Ford Escort Popular en 1975 correspondent également à 26 semaines de salaire moyen pour les années en question (le revenu d'une demi-année). Dans les années 1950 le pays a traversé une période d'austérité au-dessus de la moyenne: en 1953 le prix de la voiture de 390 £ représentait 40 semaines de salaire moyen au Royaume-Uni.

## Le niveau de finition "Popular"

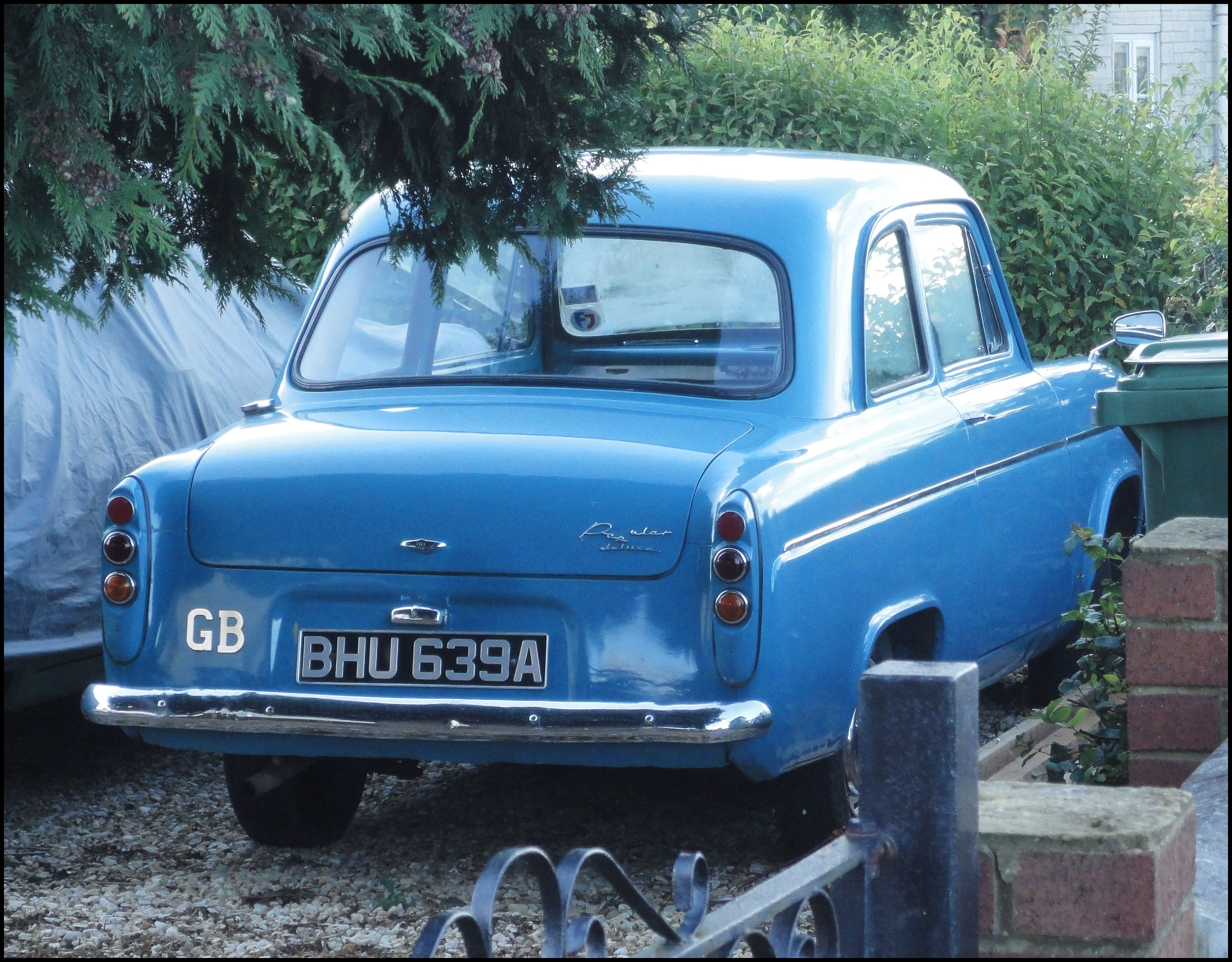
Ford Popular de luxe (100E)

En 1975, le nom Popular a été repris pour le niveau de finition de base de la Ford Escort Mk2 nouvellement présentée. Ce modèle était équipé d'un moteur Kent standard 1.1 litre à soupapes en tête, de roues de 12 pouces avec des pneus à carcasse radiale et quatre freins à tambour. En 1975, la Ford Escort Popular a été la première Ford à porter le nom Popular qui comportait également un chauffage en équipement standard. Le niveau de finition "Popular" éprouvé de longue date dans la gamme Ford fut à nouveau proposé sur les Escort et la Fiesta entre 1980 et 1991. Une variante «Popular Plus» était également disponible.

## La Ford Popular dans des émissions de télévision
En 1970, un kit à base de Ford Popular 1954, la Siva Edwardian (MTR 5), a été utilisé par Jon Pertwee pour devenir "Bessie", le vif cabriolet edwardien du Docteur dans la série de science-fiction Doctor Who. Une Ford Popular 103E (EBW 343) noire a également été utilisée dans le sketch de Monty python's Flying Circus La Ford Popular de Mr et Mme Brian Norris. Dans une parodie de voyages épiques, les Norris (Michael Palin en Brian Norris et Graham Chapman en Betty Norris) se sont demandé si le voyage de Surbiton à Hounslow est possible; ils ont été contrecarrés par la Tamise et ont dû terminer le trajet par rail. Entre 1992 et 1997, deux Ford Popular noires (8253 PU et VXL 794) ont été utilisées dans Heartbeat comme voiture d'Oscar Blaketon.